# ايمي ووكر
ايمي ووكر (بالإنجليزية: Amy Walker)‏ مواليد 1 سبتمبر 1982 في سياتل، هي ممثلة ومخرجة أمريكية.

## بداياتها
ولدت آمي ووكر في سيتلي واشنطن وترعرعت بتنفيذ أعمال كثيرة من الأشعار والموسيقى ويشمل ذلك الأودري في Little Shop of Horrors, وهيرو في قصيدة شكسبير Much Ado About Nothing وهيلين كيلر في The Miracle Worker.

## التعليم في الخارج
درست آمي التمثيل والغناء في جامعة ولونغونغ في أستراليا. وانتقلت من أستراليا إلى ولينغتون في نيوزيلاند في عمل مسرحية جون في ورتايم قصة حب فلم قصير ل دييد لتليل بواسطة بولو روتوتدو.

## اليوتيوب
حصلت آمي على مشاهدات ضخمة من فيديو 21 لهجة في اليوتيوب وأكثر من 100 مشاهدة لفيديوهات في الإنترنت.و إلى اليوم وصلت عدد مشاهدات مقاطعها في اليوتيوب في قناتها الرئيسية إلى 26 مليون مشاهد. وحصل مقطع 21 لهجة الظهور لآمي في برنامج The Today Show[7][8] و Inside Edition . وشاكرت أيضا مع شركة نوكيا كخبيرة لهجات لتعزيز اللهجات الأجنبية.
وفي عام 2014، بدأت آمي بوضع قناة ثانية في اليوتيوب وتم تسميتها اللهجات مع آمي وباللغة الإنجليزية Accents with Amy.

## برنامج امراة واحدة
قدمت آمي برنامجها الأول امرأة واحدة و Amy Walker: Inside Out, . وفي شهر نوفمبر 2007 أكملت ثلاث برامج على المسرح وعن طريق الإنترنت، والتي جعلت الجمهور يتفاعل مع البرنامج.

## الرسم
رسمت آمي عدة لوحات أثناء عملها كفنانة. وتعلمت كيف ترسم في الجامعة. وجعلت الرسم لها هواية وعرضت بعض لوحاتها للبيع في الإنترنت

## تحدثها في تيدإكس
في 24 من سبتمبر 2011 قدمت وبرعت في التحدث على منصة تيد إكس في Phoenixville, PA. وقسمت حديثها إلى ثلاث أجزاء مع موضوع توسيع هويتك لتحصل على إمكانياتك.

## الجوائز
في عام 2008 حصلت على جائزة أفضل ممثلة في مهرجان International Mystery Writers.
الوصلات الخارجية
AmyWalkerOnline.com
The ConnectedFilm Project
YouTube.com/AmiableWalker قناة آمي ووكر في اليوتيوب
Youtube.com/AccentswithAmy قناة آمي ووكر اللهجات في اليوتيوب
Twitter.com/AmiableWalker حساب آمي في تويتر
Facebook.com/AmiableAmyWalker حساب آمي في الفيس بوك

## وصلات خارجية
- الموقع الرسمي